# Ekonomiåret 2005

## Händelser

### Januari
- 24 januari - Var tredje svensk kan enligt SIFO-undersökning, publicerad i dagens Göteborgs-Posten, tänka sig att anlita svartjobbare, och nästan 29 % kan tänka sig själva jobba svart. Mest positiva är män och personer i yngre medelåldern. 41 % av dem mellan 30 och 49 kan tänka sig att anlita svartanställda. Minst positiva är de som är 65 år eller äldre. 27 % svarar ja.[1]

### Februari
- 2 februari - Jokkmokks vintermarkand firar 400 år, och årets upplaga invigs med tal och besök av Sveriges kungapar.[1]

### Mars
- 9 mars – Glocalnets grundare Stefan Krook bildar företagsgruppen GodEl, som satsar på välgörande ändamål.[1]
- 11 mars – Amerikanska tidskriften Forbes presenterar sin årliga lista över världens rikaste personer. Bill Gates toppar med 46,5 miljarder amerikanska dollar.[1]

### Maj
- 3 maj – Svante Nilsson får 25 miljoner SEK i avgångsvederlag, sedan han en vecka tidigare sparkats som VD från Coop Norden, vilket är nytt rekord inom kooperationen. Under 2004 blev resultatet för Coop Norden efter skatt ett minus på 41,6 miljoner SEK. Omsättningen var 2004 79,8 miljarder SEK.[1]
- 26 maj - Minnessedeln "Tumba Bruk 250 år" utges, Sveriges riksbank

### Juni
- 21 juni – Sveriges riksbank sänker sin styrränta med 0,50 procentenheter, till 1,50 %.[1]
- 27 juni – Ericsson drar ner i Kalmar och 130 av 230 anställda måste gå, då tillverkningen av utrustning för strömförsörjning till radiobasstationer flyttar till Kina.[1]

### September
- 9 september - Oljepriset stiger efter dystra prognoser om Orkanen Katrinas effekter på den amerikanska oljeproduktionen.[1]
- 15 september - På Norrmalmstorg i Stockholm säljer FN världens dyraste varmkorv, 999 SEK, för att uppmärksamma världsfattigdomen.[1]
- 22 september - Sonys VD Howard Stringer meddelar under presskonferens att den förväntade årsvinsten på motsvarande 700 miljoner SEK i stället blir förlust på samma summa. 10 000 anställda får sparken från jobbet, och 11 av 65 fabriker stängs igen.[1]

### Oktober
- Oktober – Coop Norden meddelar vid månadens början att man säljer alla sina fastigheter i Sverige.[2]
- 21 oktober – Nokia redovisar vinst efter skatt på 891 miljarder euro för årets tredje kvartal.[2]
- 22 oktober – Ericsson redovisar vinst före skatt på 8 miljarder SEK för årets tredje kvartal, och företaget växer nu med mellan 10 och 40 % på flera stora marknader.[2]
- 27 oktober – Stora Enso offentliggör ett sparprogram, där bland annat Hammarby bruk läggs ned.

### November
- 18 november – Skandias tidigare chefer Lars-Eric Petersson, Ulf Spång och Bo Ingemarsson misstänks ha blåst företaget på över 60 miljoner SEK, och åtalas.[2]

### December
- December
  - I Sverige uppgår antalet arbetslösa till 2440 000 eller 5,4 % av arbetskraften.[2]
  - I Sverige blir ulhandeln den bästa 15 år enligt SCB:s försäljningsstatistik.[2]
- 6 december – Ericsson skriver serviceavtal med teleoperatören 3 vilket troligen är värt 30 miljarder SEK, och därmed ett av de största kontrakt ett svenskt industriföretag skrivit på.[2]

## Bildade företag
- Stampen, svensk mediekoncern.

## Uppköp
- 25 oktober – Centerpartiet säljer Centertidningar AB till Mittmedia Förvaltnings AB, Morgonpress Invest AB, Tidningsaktiebolaget Stampen och VLT AB.[2]
- 20 december – Skandia och Old Mutual går samman. Old Mutual har fått in 62,5 % av det totala aktieantalet och röstantalet i Skandia, samt villkorat att 50 % av Skandias ägare godkänner affären för att gå vidare.[2]
- Amerikanska Ebay köper upp Skype.

## Konkurser
- European Executive Express, svenskt flygbolag.
- MG Rover Group, brittisk bilkoncern.
- SWE FLY, svenskt flygbolag.

## Priser och utmärkelser
- Sveriges Riksbanks pris i ekonomisk vetenskap till Alfred Nobels minne – Robert Aumann och Thomas Schelling

## Avlidna
- 9 december - Rudolf Meidner, 91, ekonom och upphovsman till löntagarfonderna.

### Fotnoter
1. 1 2 3 4 5 6 7 8 9 10   När Var Hur 2006. DN
2. 1 2 3 4 5 6 7 8 9   När Var Hur 2007. DN